# Chéticamp
Chéticamp (in lingua Mi'kmaq: Awjátúj) è una località situata sulla costa occidentale dell'isola di Capo Bretone, in Canada. Insieme a Saint-Joseph-du-Moine e Margaree forma la regione francofona della contea di Inverness.

## Toponimo
La popolazione nativa dei Mi'kmaq, che abita ancora oggi l'isola di Capo Bretone, chiama questa cittadina Awjátúj, che significa "raramente pieno", probabilmente in riferimento all'imboccatura del porto di Chéticamp, che un tempo aveva una grande duna che si espandeva ulteriormente con la bassa marea. 
L'ortografia francese ha subito nel tempo numerose variazioni: Ochatisia (1660), Ochatis (1689), Chéticamps (1725) e Chétifcamp (1803). L'ortografia attuale apparve per la prima volta nel 1815, dalla penna del missionario Antoine Manseau.

## Storia
Chéticamp era una stazione di pesca utilizzata durante i mesi estivi da Charles Robin, un commerciante dell'isola di Jersey, ed è considerata una delle capitali acadiane del mondo. Negli anni successivi alla Grande deportazione, molti Acadiani arrivarono in questa zona. I primi coloni permanenti successivi a quell'epoca furono le famiglie di Pierre Bois e Joseph Richard, che arrivarono nel 1782, anche se si ritiene che molti altri coloni francesi avessero preceduto Bois, Richard e Robin di oltre 100 anni. L'insediamento fu formalmente stabilito nel 1785 mediante una concessione di terra ai 14 coloni originari. Oggi Chéticamp, che si trova all'ingresso del Parco Nazionale delle Cape Breton Highlands, è una popolare località turistica.

## Geografia
Chéticamp, che non ha personalità giuridica, si trova 165 km a ovest dalla cittadina di Sydney, sulla sponda occidentale dell'isola di Capo Bretone. La parte abitata di Chéticamp ha una superficie di 50 km² e conta circa 4 000 abitanti. Il villaggio di Saint-Joseph-du-Moine si trova a sud di Chéticamp, mentre il Parco Nazionale delle Cape Breton Highlands si trova a nord. Un'area selvaggia si estende a est per quasi 45 km fino a Ingonish e all'Oceano Atlantico. 

### Topografia
Chéticamp si trova all'estremità del Golfo di San Lorenzo, sul versante occidentale dell'altopiano del Capo Bretone.  L'altitudine massima è di 40 metri, ma il terreno è generalmente pianeggiante. Gran parte della costa di questa località è costituita da scogliere e argini, esistono tuttavia alcune spiagge, tra cui la spiaggia di Saint-Pierre, all'ingresso del porto. Quest'ultimo è delimitato a ovest dalla penisola di Chéticamp, di forma approssimativamente rettangolare e con un'estensione di 7 km². La penisola è collegata all'isola di Capo Bretone da un istmo che chiude il porto a sud. Il promontorio principale è chiamato "La Pointe", ed è situato nel sud-ovest dell'isola. Direttamente a est della località si trova la Montagna Nera, mentre a sud si eleva la Montagna degli Écureaux. 
Il corso d'acqua principale è il fiume Prairie, o fiume Chéticamp. La sua foce è nel Golfo di San Lorenzo e il suo principale affluente è il torrente Aucoin. 

### Clima
Chéticamp beneficia di un clima temperato caratterizzato da inverni miti ed estati senza caldo eccessivo. La posizione dell'isola di Capo Bretone, tra il Golfo di San Lorenzo e l'Oceano Atlantico, influenza il clima, provocando rapidi sbalzi di temperatura, periodi miti in inverno, nebbia e forti nevicate. Inoltre, le tempeste tropicali sono comuni in autunno e la neve può essere presente fino a giugno ad altitudini più elevate. 
Il vento prevalente proviene da ovest per gran parte dell'anno ed è generalmente mite, tranne che per 4-6 settimane in primavera quando soffia da est. Quando il vento di sud-est soffia sull'altopiano, prende velocità e colpisce la costa occidentale.